# 효과적 이타주의
효과적 이타주의 (效果的利他主義, 영어: effective altruism)는 타당한 근거와 추론에 기반하여 이타주의를 실현하고자 하는 사회운동 혹은 윤리학적 사조이다. 어떠한 행동이 가장 효율적으로 타인과 인류에게 영향을 끼치는지를 체계적이고 결과주의적인 방법론으로 분석하려 한다는 점에서 전통적 이타주의 및 자선사업과 접근방식 등의 차이가 있다.
대표적인 제창자는 윤리학자 피터 싱어(Peter Singer)로, 그의 저서 The Life You Can Save에서 그 핵심적 사상이 잘 드러나있다.

## 같이 보기
- 인본주의
- 적정기술